# Корана (Хорватія)
44°55′ пн. ш. 15°37′ сх. д. / 44.92° пн. ш. 15.62° сх. д.
Корана (хорв. Korana) — населений пункт у Хорватії, у Карловацькій жупанії у складі громади Раковиця.

## Населення
Населення за даними перепису 2011 року становило 18 осіб.
Динаміка чисельності населення поселення: